# 莫桑比克技巧
莫桑比克技巧（英語：Mozambique Drill），又叫补枪技巧、目标未停止补枪技巧，也有一个非正式叫法是「身上打两枪，脑袋补一枪」，是一种用于近身距離作戰的射击技巧。進攻方需先向目标的躯干开火两次（这一步骤又被称作雙連擊），接着再朝目标头部射击一次（这一步骤较难）。若前两枪都未能让目标停止移动，而最后一枪能打准的话，那么目标要么会被击毙，要么也会停止移动。

## 歷史背景
根據口述歷史記載，這項技術由 Mike Rousseau 發明，他是一名參與莫桑比克独立战争（1964年至1974年）的羅德西亞僱傭兵。在马普托国际机场（現今莫桑比克首都马普托）的戰鬥中，Rousseau 在一處轉角遭遇了一名持有卡拉什尼科夫自動步槍的莫桑比克解放阵线党戰士，雙方距離約7.5米（25英尺）。Rousseau 使用其白朗寧大威力半自動手槍向對方上胸部連射兩發，這通常足以造成目標癱瘓或死亡。然而，當他發現敵人仍繼續前進時，他瞄準頭部射擊，成功命中頸部底部，切斷了脊髓並將其擊斃。
事後，Rousseau 將這段經歷講述給他的朋友——小型武器專家 Jeff Cooper，即後來槍術訓練機構「Gunsite Academy」的創始人。Cooper 將此技術納入其現代射擊技術方法中。
1970 年代後期，「莫三比克射擊術」被正式編入 Gunsite 的課程中。1980 年，兩名洛杉矶警察局都會分局特種武器和戰術部隊幹員 Larry Mudgett 和 John Helms 前往 Gunsite 接受手槍訓練，並獲得 Cooper 的許可，將這技術帶回洛杉矶警察局。由於擔心「莫三比克」這個名稱可能帶有種族歧視的涵義，這項技術被重新命名為 失敗射擊術（Failure Drill）。
1980 年代，大多數特種部隊均接受過這項技術的訓練。然而，隨著九一一袭击事件後反恐與反叛亂威脅的性質改變，尤其是可能遇到自殺炸彈背心的情況，這項技術逐漸被其他方法取代。雖然射擊「兩發」的概念仍然保留，但現代戰術更依賴高容量彈匣，將目標癱瘓作為首要任務，而非節省彈藥。
例如，特種部隊可能會被訓練以其中一個
1. 向目標骨盆發射兩組雙連發，讓對方失去移動能力並倒地，然後再補射胸部或頭部
2. 向目標身體中心射出多組雙連發，再補射頭部，並重複此模式直到確認目標失去威脅能力。[13]

## 理論與技術
「莫三比克射擊術」旨在確保目標能被立即制止，首先向目標較大的易擊中區域（上半身）射擊兩發，接著，如果目標仍具有威脅性，則補射一發更精確但更具挑戰性的頭部射擊。由於可能存在如防彈衣、藥物影響或未命中關鍵器官等因素，胸部的射擊可能無法立即有效，因此必須進行頭部射擊。要迅速使目標失能，必須擊中腦部或中樞神經系統，而頭部射擊應瞄準目標的眉毛與上唇之間的區域，因為這裡的骨骼最薄。